# 西鉄太宰府線
太宰府線（だざいふせん）は、福岡県筑紫野市の西鉄二日市駅から福岡県太宰府市の太宰府駅までを結ぶ、西日本鉄道（西鉄）の鉄道路線である。駅ナンバリングで使用される路線記号はD。
天神大牟田線から分岐して太宰府市内の中心部を通る路線で、沿線は住宅地が広がるとともに高校・大学が多く、また太宰府天満宮や九州国立博物館などの数多くの観光スポットがあり、福岡都市圏内の通勤・通学路線としての役割と、観光地へのアクセスの役割を併せ持つ。

## 路線データ
- 路線距離（営業キロ）：2.4km
- 軌間：1435mm
- 駅数：3駅（起終点駅含む）
- 複線区間：なし（全線単線）
- 電化区間：全線（直流1500V）
- 閉塞方式：自動閉塞式
- 最高速度：100km/h[1]
- ホーム最大編成両数：6両
- 運転指令所：西鉄指令

## 運行形態
線内は普通列車のみ運行されており、日中は毎時4本運行されている。大半の列車が太宰府線西鉄二日市 - 太宰府間の線内折り返しで、一部の列車が天神大牟田線の小郡駅まで直通するほか、午前中には下りのみ西鉄福岡（天神）発太宰府行きの直通急行が運行されているが、太宰府線内では普通列車となる（列車方向幕と液晶案内表示は急行のまま）。
日中の一部の列車には改装を施した3000形太宰府観光列車『旅人』が使用される（車両検査時などを除く）。それ以外は天神大牟田線で運用されている車両が終日共通で運用される。
12月31日から1月1日にかけては天神大牟田線とともに終夜運転が行われ、太宰府天満宮への参詣者が多く利用する。1月1日・2日・3日の正月三が日には、太宰府天満宮への初詣客対策で正月ダイヤ（天神大牟田線西鉄福岡（天神） - 西鉄小郡間も同様）となり、西鉄福岡（天神） - 太宰府間の直通急行『初詣号』（ヘッドマーク付き）が運行される。なお、初詣号は通常の急行運用の6両編成で運用され、間合い運用で線内折り返し列車にも使用するため、西鉄福岡（天神）駅と太宰府駅ではヘッドマークの取り付け・取り外し作業が行われる。
毎年10月末に、太宰府天満宮で11月に開催される菊花展に展示される菊を輸送する「菊電車」と呼ばれる列車が大牟田から太宰府まで1本運行される。5000形など一般車が使用される。一般客の乗車はできない。

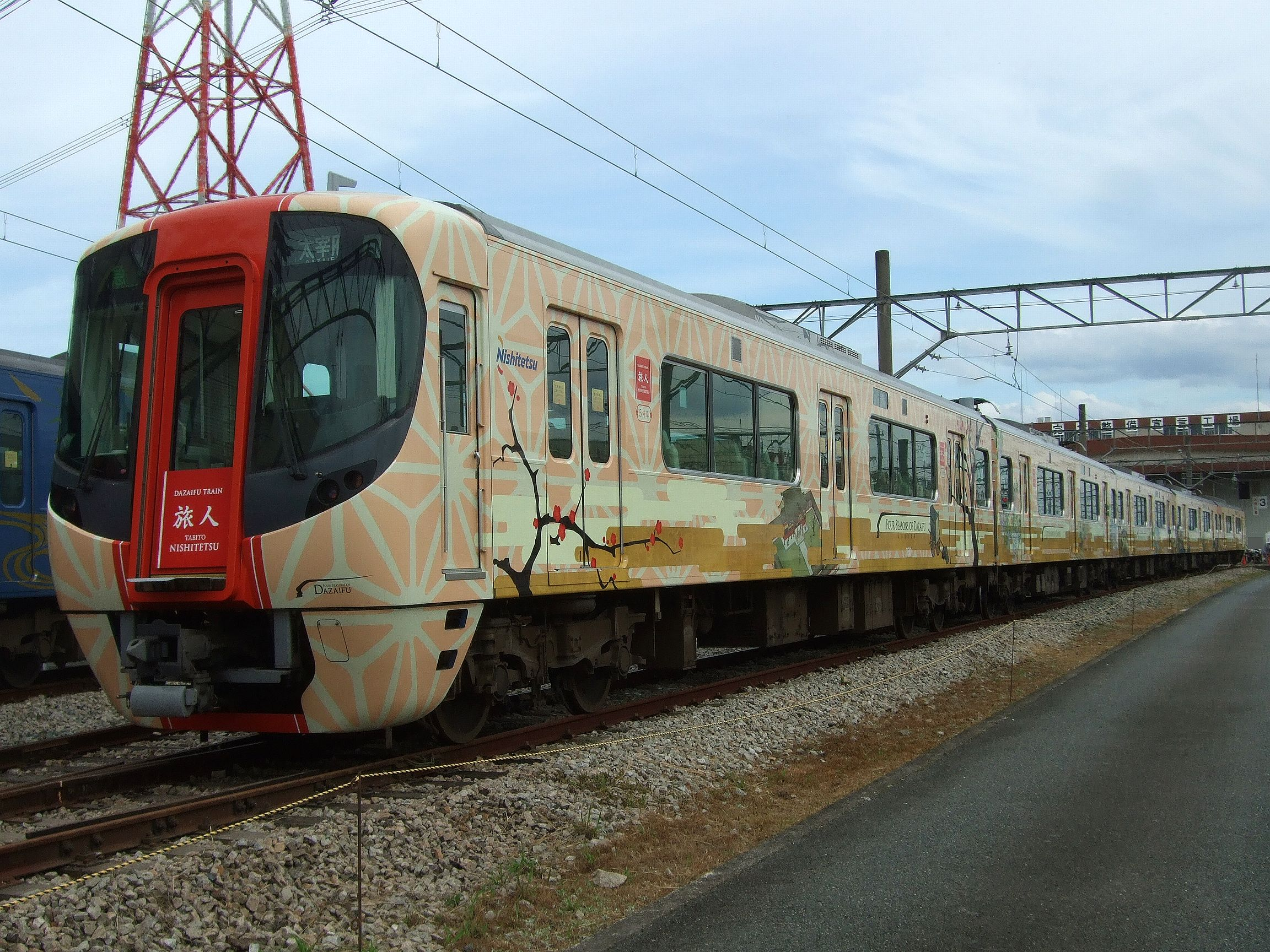
旅人（3000形）
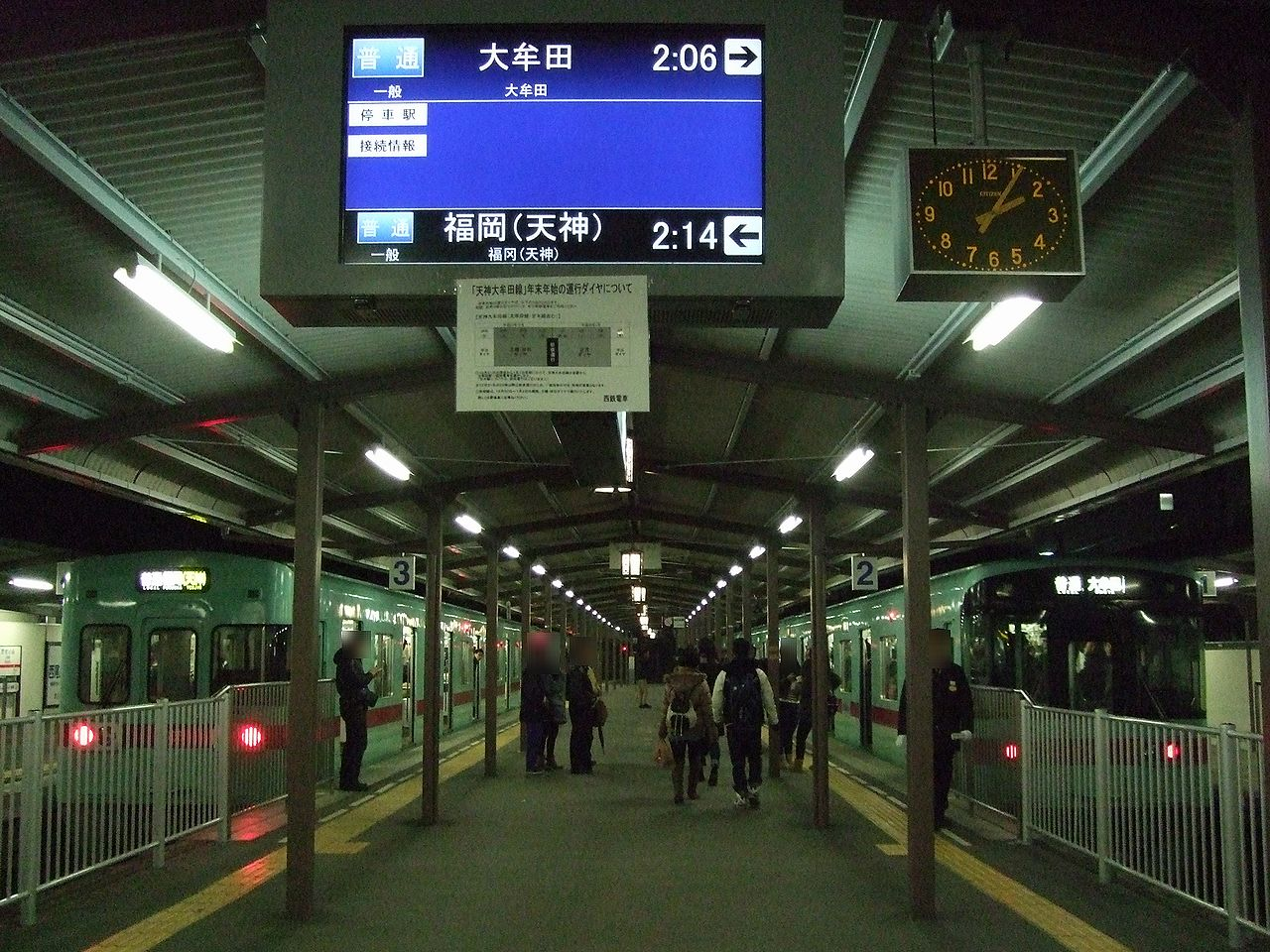
終夜運転中の太宰府駅
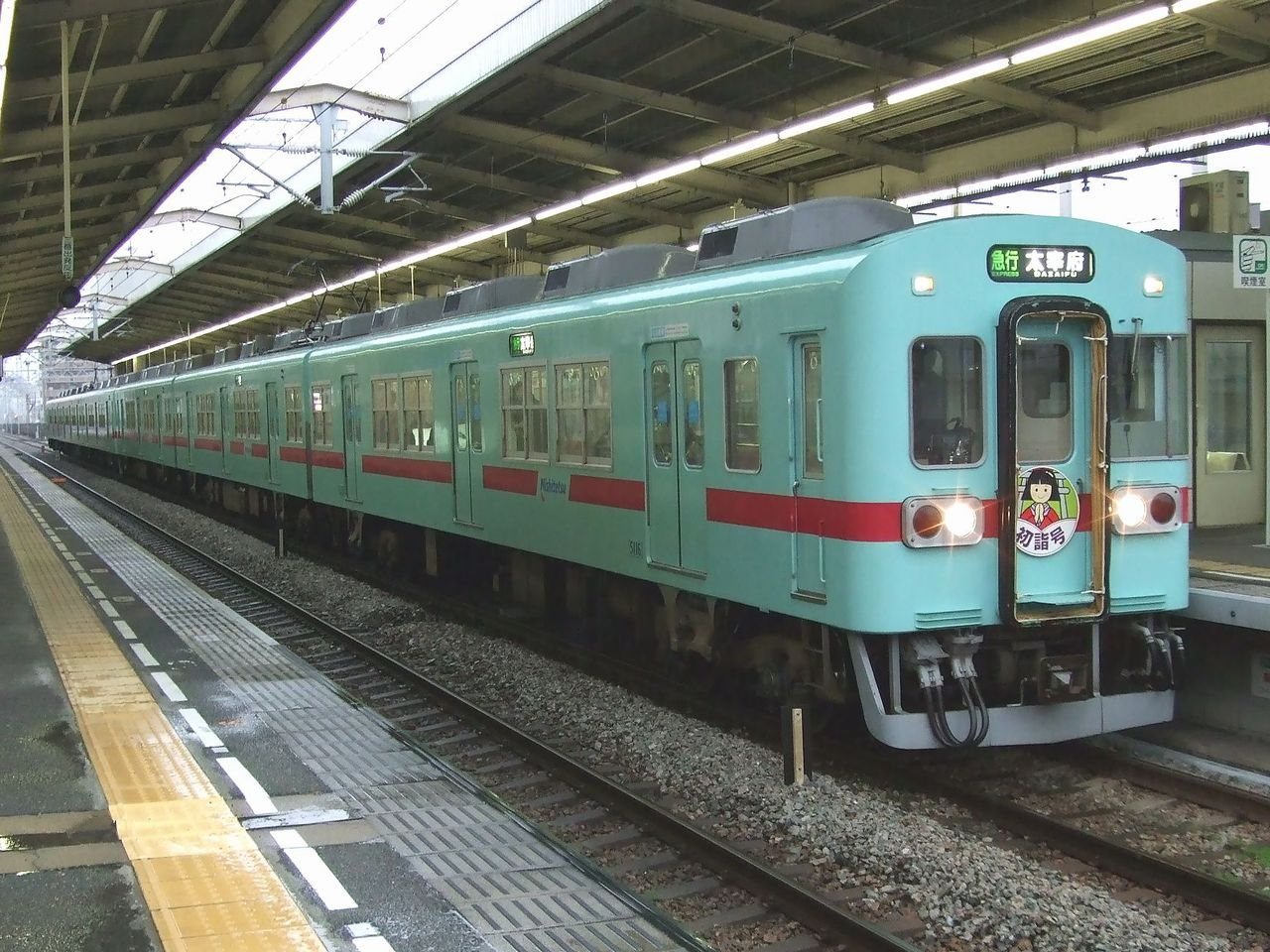
初詣号

## 歴史
1902年（明治35年）5月1日に太宰府馬車鉄道により開業した路線である。1942年の西鉄成立時に西鉄の路線となった路線の中で開業時期が最も古い。当初は初代九州鉄道（国有化により鹿児島本線となる）二日市駅と太宰府の間を結ぶ軌間914mmの馬車鉄道として建設された。その後、馬力から蒸気動力への動力変更を経て2代目九州鉄道（現在の西鉄天神大牟田線の前身）の傘下に入り、1927年（昭和2年）には太宰府 - 二日市（現在の西鉄二日市駅）間が1435mm軌間に改軌と同時に電化され九州鉄道の支線的存在となった。残りの二日市 - 二日市駅前間は軌間914mmの蒸気動力使用のまましばらく営業が続けられたが、1929年（昭和4年）に廃止されている。
1934年（昭和9年）に親会社となっていた九州鉄道に吸収合併され太宰府線となった。

### 年表
- 1901年（明治34年）4月25日 太宰府馬車鉄道に太宰府町と二日市町二日市を結ぶ軌道路線の特許が下付される。
- 1902年（明治35年）
  - 5月1日 太宰府馬車鉄道により太宰府 - 二日市駅前（湯町口）間が開業。
  - 5月15日 太宰府馬車鉄道設立。
- 1907年（明治40年）7月17日 太宰府馬車鉄道が太宰府軌道に社名変更。
- 1913年（大正2年）1月20日 動力を馬力から蒸気に変更。
- 1927年（昭和2年）9月24日 太宰府 - 二日市（現在の西鉄二日市）間を1435mm軌間に改軌し電化。
- 1929年（昭和4年）9月5日 二日市 - 二日市駅前（湯町口）間が廃止。
- 1934年（昭和9年）6月30日 九州鉄道が太宰府軌道を合併。太宰府線となる。
- 1938年（昭和13年）12月1日 太宰府 - 二日市間を軌道法から地方鉄道法準拠に変更。
- 1942年（昭和17年）
  - 9月19日 九州電気軌道が九州鉄道を合併。
  - 9月22日 九州電気軌道が西日本鉄道に改称、同社の太宰府線となる。
- 2006年（平成18年）10月31日 西鉄二日市駅東口駅前計画道路（県道581号）が榎社（太宰府市）まで開通。これにより既存の踏切が歩行者専用となり、西鉄太宰府線の踏切1か所が撤去された。
- 2008年（平成20年）5月18日 ICカードnimoca導入。
- 2017年（平成29年）2月1日 全駅に駅ナンバリングを導入[3]。

## 駅一覧
- 全駅福岡県内に所在。
- 全線単線、すべての駅で列車交換が可能。

| 駅番号 | 駅名         | 駅間キロ | 営業キロ | 接続路線                   | 所在地   |
| ------ | ------------ | -------- | -------- | -------------------------- | -------- |
| T13    | 西鉄二日市駅 | -        | 0.0      | 西日本鉄道：T 天神大牟田線 | 筑紫野市 |
| D01    | 西鉄五条駅   | 1.4      | 1.4      |                            | 太宰府市 |
| D02    | 太宰府駅     | 1.0      | 2.4      |                            | 太宰府市 |